# Emanuel Ferdinand Pierau
Emanuel Ferdinand Pierau (Bersaba, 10 september 1904 – Paramaribo, 11 september 1962) was een Surinaams winkelier en politicus van de NPS.
Hij werd geboren in de buurt de voormalige plantage La Prosperité en ging in dat gebied naar de lagere school. Om verder opgeleid te worden vertrok hij naar Paramaribo waar hij naar het leerlingentehuis van de Evangelische Broedergemeente Suriname (EBGS) ging.
Pierau werkte bij een manufacturenzaak voor hij in 1924 vertrok naar Curaçao. Hij was daar werkzaam bij de Curaçaosche Petroleum Industrie Maatschappij (CPIM). Later ging hij naar Aruba waar hij onder andere werkte voor Mexican Eagle en Lago Oil & Transport Co. Ltd. Verder begon hij in San Nicolas een auto- en drankenzaak. Hij trouwde in haar land met de Venezuelaanse Aura Cecilia Corona.
In 1936 keerde hij terug naar Suriname en was toen onder meer in Paranam bestuurder van een shovel. Net als in Aruba begon hij in La Prosperité een eigen zaak.
Pierau was voor de NPS kandidaat bij de verkiezingen van 1949 maar werd toen niet gekozen. Bij de verkiezingen van 1951, 1955 en 1959 lukte het hem wel om verkozen te worden tot lid van de Staten van Suriname. Hij zou Statenlid blijven tot hij in 1962 net na zijn 58e verjaardag overleed in 's Lands Hospitaal.
Hij was een neef van J.A. Pengel die van 1963 tot 1969 premier van Suriname was.